# Banaue
Banaue je obec 4. třídy v provincii Ifugao na Filipínách. Podle sčítání lidu z roku 2000 má obec 20 563 obyvatel žijících v 3952 domácnostech. Banaue je široce známé díky rozsáhlým rýžovým terasám; Banauské rýžové terasy jsou součástí kulturní památky UNESCO, která pod názvem Rýžové terasy filipínských Kordiller zahrnuje i další terasy v okolí.

## Rýžové terasy v Banaue

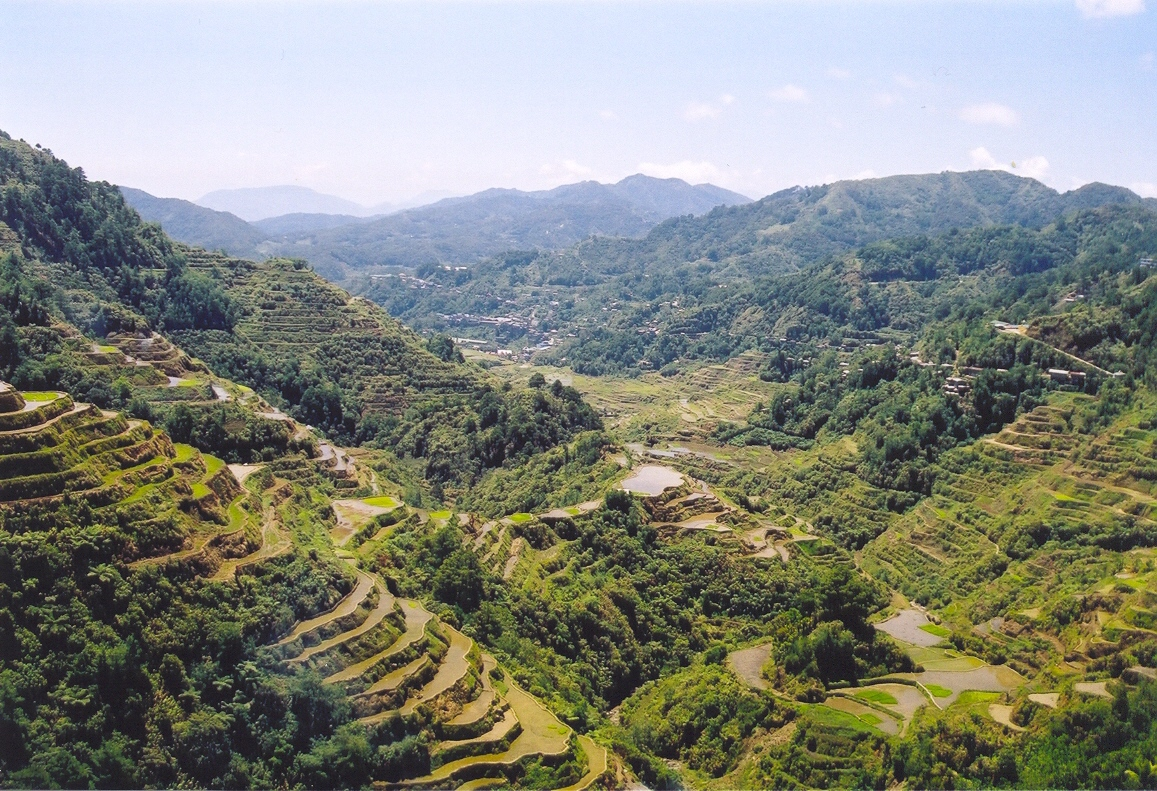
Rýžové terasy v Banaue

Rýžové terasy jsou někdy nazývány „Osmým divem světa“. Od úpatí hor sahají do výšky stovek metrů. Dvě skupiny teras v Banaue, jmenovitě Bangaan a Batad, jsou zapsány na Seznamu světového dědictví UNESCO. Kdyby bylo možné terasy rozložit do délky, údajně by obepjaly polovinu zeměkoule.
Terasy jsou staré tisíce let. Dokazují stavitelské schopnosti, vynalézavost a statnost obyvatel Ifugaa. Jsou zavlažovány mnoha horskými proudy a prameny, které byly svedeny do kanálů vedoucích dolů skrz rýžové terasy.
Rýžové terasy kdysi na severovýchodě sahaly až do Cagayanu a na jihu ke Quezonu. Nicméně nyní jsou pomalu opouštěny a jejich stav se zhoršuje. Silné zemětřesení v roce 1990 zničilo některé ze zavlažovacích systémů na terasách, zatímco El Niňo způsobilo sucha, která pomohla obrovským žížalám erodovat půdu na terasách. Odrůdy rýže vhodné pro pěstování v místním chadnějším podnebí nejsou zrovna nejvýnosnější. Zrání trvá dlouho, a tak některé rodiny opustily svoji půdu na terasách a přesunuly se do úrodnějších oblastí.

## Barangaje
Banaue je politicky rozděleno do 18 barangají.
| - Amganad - Anaba - Bangaan - Batad - Bocos - Banao - Cambulo - Ducligan - Gohang | - Kinakin - Poblacion - Poitan - San Fernando - Balawis - Ohaj - Tam-an - View Point - Pula |